# 1060
Évszázadok: 10. század – 11. század – 12. század
Évtizedek: 1010-es évek – 1020-as évek – 1030-as évek – 1040-es évek – 1050-es évek – 1060-as évek – 1070-es évek – 1080-as évek – 1090-es évek – 1100-as évek – 1110-es évek
Évek: 1055 – 1056 – 1057 – 1058 –  1059 – 1060 – 1061 – 1062 – 1063 – 1064 – 1065

## Események

### Határozott dátumú események
- december 6. – Királlyá koronázzák I. Bélát. (Béla 1063-ig uralkodik.)[1]

### Határozatlan dátumú események
- május – A normannok elfoglalják Tarantót.
- október – A bizánci sereg legyőzi a normannokat és visszafoglalja a várost.
- az év folyamán –
  - I. András, értesülve, hogy öccse Béla Lengyelországból sereggel készül ellene, fiát Salamont IV. Henrikhez küldi, kincseit pedig az ausztriai Melk várába menekíti.[1]
  - Béla serege benyomul az országba, a hírre Vata fia János vezetésével pogánylázadás tör ki.[1]
  - Béla serege a Tisza melletti csatában, majd Mosonnál legyőzi I. Andrást, aki menekülés közben Zircen meghal.[1] (Andrást az általa öt évvel korábban alapított tihanyi bencés monostorban temették el.)[2]
  - I. Péter és fivére II. Amadeus lesznek Savoya urai. (Oddone gróf fiai 1078-ig, illetve 1080-ig uralkodnak.)

## Születések
- II. Duncan skót király († 1094)

## Halálozások
- május 31. – I. Iszaakiosz bizánci császár (* 1007)
- szeptember 4. – I. Henrik francia király[3] (* 1008)
- decemberben – I. András magyar király (* 1013 körül)
- Gruoch, Macbeth skót király felesége
- Oddone savoyai gróf (* 1021 körül)